# 11878 Ханаміяма
11878 Ханаміяма (11878 Hanamiyama) — астероїд головного поясу, відкритий 18 квітня 1990 року.
Тіссеранів параметр щодо Юпітера — 3,513.